# Gmach Główny Politechniki Gdańskiej
Gmach Główny Politechniki Gdańskiej – zabytkowy budynek w Gdańsku. Mieści się we Wrzeszczu przy ul. Narutowicza 11/12.

## Projekt i budowa
Generalne zasady ukształtowania bryły i podstawowe zasady dyspozycji przestrzennej wnętrz głównego budynku Politechniki są dziełem Hermanna Eggerta i Georga Thüra. Fasady, detale, szczegóły planu i dekorację wnętrz zaprojektował już jednak Albert Carsten, nadając budynkowi ostateczną formę. 7 czerwca 1900 wmurowano kamień węgielny pod budowę kompleksu gmachów uczelni Königliche Technische Hochschule w Gdańsku. W sierpniu 1904 zakończono budowę według czwartego projektu budowlanego Alberta Carstena.

## Inauguracja pierwszego roku akademickiego[3][4][5]

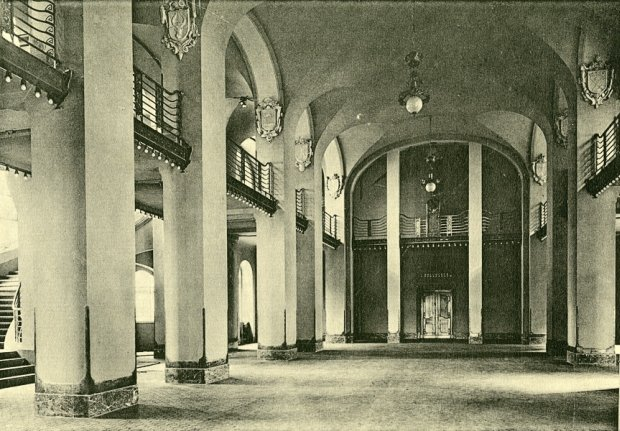
Wnętrze Gmachu Głównego w 1904

6 października 1904 r. w obecności cesarza Wilhelma II odbyła się uroczysta inauguracja pierwszego roku akademickiego pierwszej wyższej uczelni w dziejach miasta. Jej oficjalna nazwa brzmiała: Königliche Preussische Technische Hochschule (Królewsko-Pruska Wyższa Szkoła Techniczna). Gmach Główny zaprojektowano w stylu neorenesansu północnego z elementami secesji, eklektyzmu został zbudowany z cegły klinkierowej i piaskowca z pięcioma wejściami. W 1904 roku było 210 pomieszczeń (bez piwnic i poddasza), m.in.: aula (24 metry długości i szerokości 12 metrów z portalem z postaciami Sztuki i Techniki), sala senatu (dębowe boazerie w stylu starogdańskim), rektorat, biblioteka (m.in. czytelnia 91 m² na 36 miejsc), hole, 17 sal wykładowych, 36 pokoi dla profesorów i 11 dla asystentów, 24 kreślarnie, 11 sal ze zbiorami naukowymi, laboratoria, mieszkania służbowe, w północno-zachodnim skrzydle umieszczono sale do modelowania. Powierzchnia dachu wynosiła 750 m², a gmachu 5567 m², wysokość – 16,5 metrów. Nad głównym wejściem umieszczono płaskorzeźbę kartusza z wizerunkiem cesarza Wilhelma II (zniszczona w 1945 r.).

## Modernizacje i przebudowy do 1945 r.
W 1913 roku na piątym piętrze umieszczono kreślarnie i pracownie. Koszt budowy wyniósł 3 230 700 marek, w tym Gmachu: 2 809 200 marek, a wyposażenie wnętrz – 3 230 700 marek. 18 lipca 1929 roku dobudowano do Gmachu Głównego skrzydło w stylu kubizmu Instytutu Fizyki z Auditorium Maximum według projektu prof. Carla Ramsauera oraz na 5 piętrze, 2 laboratoria fotograficzne i tunel aerodynamiczny (nad aulą).

## Okres I oraz II wojny światowej
W czasie I wojny światowej, 1 lutego 1916 roku w północno-wschodniej części Gmachu Głównego utworzono szpital dla rannych oficerów oraz rozpoczęto kursy dla oficerów, Do zakończenia I wojny światowej w Gmachu Głównym mieściło się dowództwo 17 Armii.
W lutym 1945 roku w Gmachu Głównym zorganizowano szpital dla rannych żołnierzy i ludności cywilnej na 3000 łóżek.
W marcu 1945 w Gmachu Głównym wybuchł pożar w wyniku podpalenia i wybuchu bomb w czasie walk o Gdańsk. Ogień strawił dachy, wnętrza i stropy tylnej i środkowej części Gmachu Głównego, rektorat, salę senatu, aulę, bibliotekę z księgozbiorem m.in. Towarzystwa Przyrodniczego, reprezentacyjne sale środkowej części budynku Gmachu Głównego, kreślarnie skrzydła prawego i lewego, zbiory muzeum kolejnictwa i minerałów na parterze. Zniszczeniu uległo 70% powierzchni dachów, z 270 pomieszczeń ocalało 170. Została zniszczona wieżyczka z zegarem na dachu Gmachu Głównego PG. Ocalała część boczna gmachu i część gmachu z Auditorium Maximum.

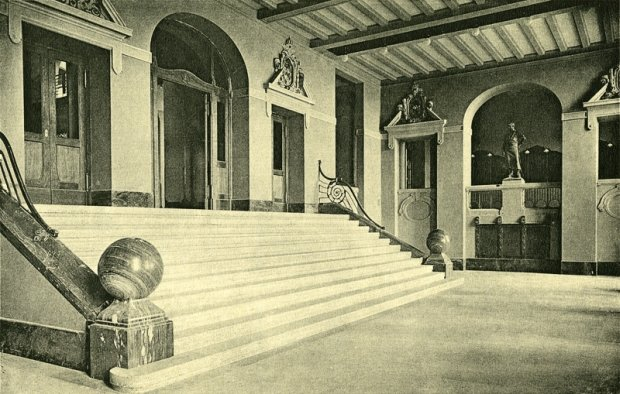
Wnętrze Gmachu Głównego w 1904

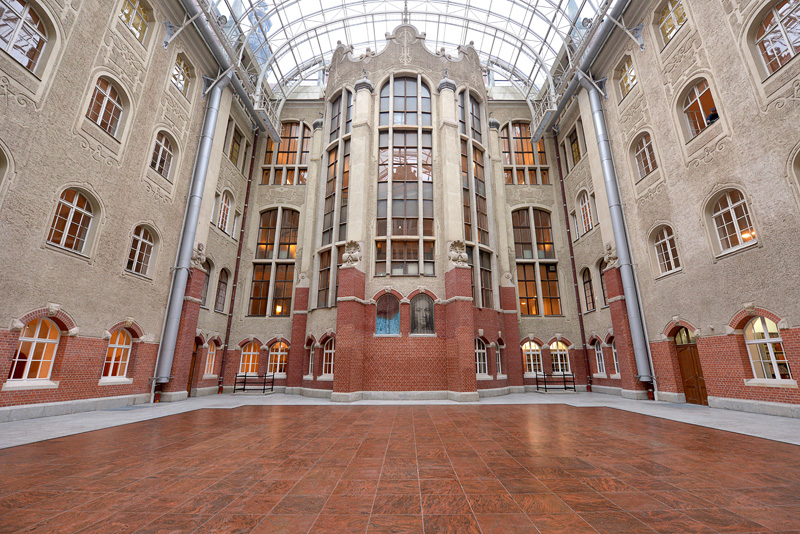
Dziedziniec Gabriela Fahrenheita

## Lata powojenne
5 kwietnia 1945 na teren Politechniki Gdańskiej weszła 5 osobowa Grupa Operacyjna z Ministerstwa Oświaty ds. organizacji i odbudowy Politechniki Gdańskiej. Byli to pierwsi Polacy na tym terenie w 1945 r.: dr Stanisław Turski – kierownik, inż. Franciszek Otto z Politechniki Lwowskiej, inż. Kazimierz Kopecki, Kazimierz Kubik oraz student przedwojennej Uczelni – Stanisław Szymański. W pracach porządkowych nadzorowanych przez K. Kopeckiego uczestniczyli pierwsi studenci polscy i nieliczna okoliczna ludność niemiecka.
Na mocy Dekretu Krajowej Rady Narodowej z dnia 24 maja 1945 roku dotychczasowa Reichshochschule Danzig (nazwa z okresu 1941–1945) została przekształcona w polską państwową szkołę akademicką.
W okresie 15 grudnia 1945 – 25 stycznia 1946 przerwano zajęcia z powodu niskiej temperatury, braku oszklenia budynków i kłopotów z ogrzewaniem sal wykładowych i pomieszczeń. 12 września 1949 miało miejsce utworzenie Studium Wojskowego PG z pomieszczeniami na poziomie 0, powołanego rozkazem ministra obrony narodowej. Od 1989 roku po likwidacji Studium Wojskowego pomieszczenia zostały przekazane m.in. bibliotece oraz archiwum.
22 lutego 1952 zakończono podjęte w 1946 r. prace odbudowy, inż. arch. Jerzy Winnicki zaprojektował czytelnię, wypożyczalnię i katalogi biblioteki. Pod kierunkiem prof. Witolda Minkiewicza prace budowlane zostały zakończone w 1953 (m.in. w 1946 roku pokryty został dachem Gmach Główny, uzupełniono okna i drzwi, stropy betonowe, powiększono metraż biblioteki, zmieniono układ holu, korytarzy i pomieszczeń oraz stylu architektonicznego na modernizm, w 1949 roku odbudowano aulę, w 1951 roku parter i piąte piętro, w 1952 roku poziom zero z szatnią, a w 1953 roku hol na II i III piętrze). Projekty części pomieszczeń biblioteki wykonał Marian Des Loges – dyrektor.
W 1979 zespół budynków Politechniki Gdańskiej został wpisany do rejestru zabytków.

## Od roku 1989
12 lipca 1989 sala 370, której patronem był od 27 kwietnia 1950 roku był Julian Marchlewski została nazwana Aulą PG. 1 października 1994 w holu Gmachu Głównego PG z udziałem Rektora – Edmunda Wittbrodta odsłonięto tablicę pamiątkową poświęconą pamięci polskich studentów poległych za Ojczyznę w latach 1904 – 1939.
25 listopada 1995 podczas obchodów 50-lecia Wydziału Budownictwa Lądowego PG zamontowano tablicę pamiątkową koło Sali 167 Gmachu Głównego dedykowaną prof. Witoldowi Nowackiemu.
3 czerwca 2005 uroczyste otwarte posiedzenie Senatu PG, parada oraz Zdjęcie „Rodziny Politechnicznej” – czyli pracowników i studentów oraz absolwentów na dziedzińcu im. Jana Heweliusza  były jednymi z elementów obchodów 60 – lecia polskiej PG.
5 grudnia 2008 fasada Gmachu Głównego PG została odrestaurowana (fronton ryzalit trójdzielny wraz z portykiem elewacji frontowej) – detale architektoniczne uzupełnione lub odtworzone wg planów gmachu z 1904 r. Zamontowano na budynku orła z polskiego godła. Zamontowano też zrekonstruowane 4 miedzianych masek lwów, z inicjatywy doc. Marianny Sankiewicz, zrekonstruowane przez firmę Bartłomieja Küstera.
17 listopada 2011 otworzono Centrum Civitroniki składające się z siedmiu pracowni badawczych do badań z zakresu inżynierii lądowej i nowoczesnych technologii elektronicznych na potrzeby konstrukcji budowlanych. Prace budowlane trwały od marca 2010 do marca 2011, koszt 1,6 mln zł. Zaadaptowano część poddasza Gmachu Głównego PG.
13 maja 2012 została odbudowana wieża zegarowa na dachu Gmachu Głównego – waży 15,5 ton, mierzy 18 metrów wysokości. Na szczycie umieszczono pozłacaną rzeźbę Alegorii Nauki.